# František Křesťan
František Křesťan (30. května 1907, Písek – 1. března 1985, Třebíč) byl český knihovník.

## Biografie
František Křesťan se narodil v roce 1907 v Písku, odmaturoval a následně nastoupil na jednoletou knihovnickou školu v Praze, kterou absolvoval v roce 1927. V roce 1928 působil jako knihovník Masarykovy školy práce. V roce 1928 se zúčastnil konkurzu na místo ředitele tehdejší knihovny v Třebíči, kde uspěl a od 15. ledna 1929 tam nastoupil na místo ředitele. Mezi lety 1931 a 1935 pracoval v důsledku hospodářské krize se sníženou dotací na knihovnu, ale přesto knihovnu nadále rozvíjel. V roce 1931 založil časopis Čtenář, měsíčník pro knihovny, kterému se nadále věnoval. V roce 1941 bylo však zastaveno německými okupanty jeho vydávání. V roce 1935 v knihovně uspořádal celostátní knihovnický sjezd.
Po skončení druhé světové války zavedl v roce 1946 v třebíčské knihovně volný výběr knih, který tehdy nebyl obvyklý. V knihovně také za jeho vedení byl rozvinut komplexní systém řazení naučné literatury. V roce 1949 obdržel pamětní odznak 2. národního odboje. Od roku 1949 se vrátil jako člen redakční rady a od roku 1950 pak jako spolupracovník do obnoveného časopisu Čtenář. V roce 1950 byla knihovna přejmenována za jeho vedení na Okresní knihovnu v Třebíči a v roce 1952 knihovna získala titul Vzorná lidová knihovna.
V roce 1964 obdržel vyznamenání Za vynikající práci. Po roce 1968 byl však nucen odevzdat vyznamenání Za vynikající práci, byl vyloučen z KSČ a v roce 1967 odešel z vedení knihovny do důchodu. Při vydání výroční publikace ke 100 letům knihovny v Třebíči byl zmíněn v publikaci pouhými devíti slovy.